# Неравенство Дуба для мартингалов
Неравенство Дуба — математическое выражение, относящееся к стохастической математике, определяющее верхнюю границу вероятности превышения случайным процессом некоторой величины.
Названо в честь американского математика Джозефа Дуба.

## Формулировка неравенства для мартингалов
Если:
1. стохастический процесс {\displaystyle M(t,\omega )} является мартингалом
2. траектория процесса {\displaystyle M(t)} является непрерывной для почти всех ω

Тогда для любых {\displaystyle p\geq 1,T\geq 0,\lambda >0} выполняется неравенство:

{\displaystyle P[{\underset {0\leq t\leq T}{\sup }}|M(t)|\geq \lambda ]\leq {\frac {1}{\lambda ^{p}}}E[|M(T)|^{p}]}